# مراد فرهادپور
مراد فرهادپور (زادهٔ ۱۷ تیر ۱۳۳۷ در تهران) نویسنده، مترجم، روزنامه‌نگار معاصر ایرانی است که به عنوان نماد روشنفکر جریان چپ نو ایران شناخته می‌شود.

## زندگی
فرهادپور در ۱۷ تیر ۱۳۳۷ در تهران به دنیا آمد. او فرزند فاطمه علوی و ناصرقلی فرهادپور است. سیاست‌مدار و روزنامه‌نگار و عضو حزب مردم و نمایندهٔ حوزهٔ انتخابیهٔ رامند ضیاءآباد در دورهٔ بیست و دوم و نمایندهٔ بویراحمد در دورهٔ بیست و سوم مجلس شورای ملی بود. مراد حاصل ازدواج دومِ فاطمه علوی بود. فاطمه از ازدواجِ نخستِ خود با پسرعمویش بزرگ علوی نویسنده چپ‌گرای ایرانی صاحب فرزندی به نام مانی شد. مراد فرهادپور خواهری به نام زری دارد.
فرهادپور ابتدا در دانشکده مکانیک دانشگاه علم و صنعت به تحصیل مشغول شد، اما درس خود را ناتمام رها کرد و برای ادامهٔ تحصیل به انگلستان رفت. در سال ۱۳۵۸ پیش از انقلاب فرهنگی برای تحصیل در رشته اقتصاد وارد دانشگاه تهران شد و مدرک لیسانس خود را در سال ۱۳۶۵ اخذ کرد.
فرهادپور کار ترجمهٔ متون فلسفی را از دههٔ شصت خورشیدی آغاز کرد. در دههٔ هفتاد برای نشریات روشنفکری نظیر راه نو، کیان، و آدینه مطلب می‌نوشت. فرهادپور در حال حاضر یکی از مهم‌ترین چهره‌های روشنفکری چپ نو محسوب می‌شود. تلاش‌های او و نزدیکانش در معرفی مکتب فرانکفورت در فضای روشنفکری ایران موجب ایجاد جریانی از روشنفکران جوان چپ‌گرا شده است. فرهادپور در سال‌های اخیر با معرفی چهره‌هایی جدید از فیلسوفان چپ جدید اروپایی هم‌چون آلن بدیو، جورجو آگامبن، و اسلاوی ژیژک موجب دامن زدن به مباحث جدیدی شده است.

### فعالیت مطبوعاتی
انتشار بیش از بیست شمارهٔ فصل‌نامهٔ ارغنون به همراه یوسف اباذری، حسین پاینده و… که در ده سال انتشار بخشی از مهم‌ترین مقالات فلسفی قرن بیستم در قالب این فصل‌نامه ترجمه و انتشار یافتند. این فصل‌نامه یکی از تاثیرگذارترین نشریات بر جریان‌های روشنفکری در ایران بوده است. این فصل‌نامه از سال ۱۳۸۳ منتشر نمی‌شود اما چاپ‌های دوم و سوم اکثر شماره‌های ان در سال‌های اخیر عرضه شده است.
در سال‌های اخیر و با گسترش استفاده از اینترنت در میان نویسنده‌گان و مترجمان، فرهادپور به همراه چند تن از نویسنده‌گان و مترجمان دیگر از جمله صالح نجفی، امید مهرگان، مازیار اسلامی، رحمان بوذری در وب‌سایت تز یازدهم مطالب خود را منتشر می‌کنند. او همچنین از مدرسین مؤسسه پرسش است.

### ترجمه

#### کتاب‌ها
- پوپولیسم (دربارهٔ عقل پوپولیستی)، ارنستو لاکلائو، ترجمهٔ مراد فرهادپور، جواد گنجی، نشر مرکز، ۱۴۰۰.
- حرمت‌شکنی‌ها، جورجو آگامبن، ترجمهٔ صالح نجفی، مراد فرهادپور، تهران: نشر مرکز، ۱۳۹۸.
- کانت و مارکس، کوجین کاراتانی. ترجمهٔ مراد فرهادپور، صالح نجفی. تهران: نشر هرمس‏‫، ۱۳۹۶. شابک: ‏‫‬۹۷۸-۶۰۰-۴۵۶-۰۱۴-۶
- فرضیهٔ کمونیسم، آلن بدیو. ترجمهٔ مراد فرهادپور، صالح نجفی. تهران‏‫: نشر مرکز‏‫، ۱۳۹۶. شابک: ‏‫‭۹۷۸-۹۶۴-۲۱۳-۳۸۶-۴‬
- پانن برگ: الهیات تاریخی، آل‍ن داگ‍لاس گ‍ال‍ووی. ترجمهٔ مراد فرهادپور. تهران: بیدگل، ‏‫۱۳۹۶. شابک ‎‭۹۷۸-۶۰۰-۷۸۰۶-۶۵-۴‬‬
- دربارهٔ زبان و تاریخ، والتر بنیامین. گزینش و ت‍رج‍م‍ه: م‍راد ف‍ره‍ادپ‍ور، ام‍ی‍د م‍ه‍رگ‍ان. تهران: هرمس‏‫، ۱۳۹۵. شابک ‎۹۷۸-۹۶۴-۳۶۳-۹۵۶-۳‬
- جشن ماتم: هگل و انقلاب فرانسه، ربکا کامی. ترجمهٔ مراد فرهادپور. تهران: لاهیتا‏‫، ۱۳۹۵. شابک ‎۹۷۸-۶۰۰-۹۵۶۱۸-۷-۲
- نام‌های سیاست، گزینش و ویرایش: مراد فرهادپور، بارانه عمادیان، آرش ویسی. تهران: بیدگل، ۱۳۹۴. شابک ‎۲-۷۳-۵۱۹۳-۶۰۰-۹۷۸
- اسناد بین‌الملل اول، کارل مارکس. ترجمهٔ صالح نجفی، مراد ف‍ره‍ادپ‍ور. تهران: هرمس، ‏‫۱۳۹۲. شابک ‎۹۷۸-۹۶۴-۳۶۳-۸۳۹-۹
- بودلر/بنیامین: گزیدهٔ ملال پاریس و مقالهٔ سنترال پارک، ترجمه و گردآوری: مراد فرهادپور، امید مهرگان. تهران: مینوی خرد‏‫، ۱۳۹۰. شابک ‎‏‫‭۹۷۸-۶۰۰-۹۰۷۶۰-۹-۳
- آلن بدیو: فلسفه - سیاست - هنر - عشق، گردآوری و ترجمه: مراد فرهادپور، صالح نجفی، علی عباس‌بیگی. تهران: رخ‌داد نو‏‫، ‏‫۱۳۸۹. شابک ‎۹۷۸-۶۰۰-۵۶۲۵-۲۰-۲
- قانون و خشونت: گزیده مقالات جورجو آگامین، کارل اشمیت، والتر بنیامین و… . گزینش و ویرایش مراد فرهادپور، امید مهرگان، صالح نجفی. تهران: رخداد نو‏‫، ‏‫‬‏۱۳۸۹. شابک ‎‭‏‫‬‏۹۷۸-۶۰۰-۵۶۲۵-۰۵-۹‬
- اس‍لاوی ژی‍ژک: گ‍زی‍ده م‍ق‍الات ن‍ظری‍ه، س‍ی‍اس‍ت، دین، اسلاوی ژیژک. گزینش و ویرایش م‍راد ف‍ره‍ادپ‍ور، م‍ازی‍ار اس‍لام‍ی، ام‍ی‍د م‍ه‍رگ‍ان. ت‍ه‍ران: گ‍ام ن‍و‏‫‏، ۱۳۸۴. شابک ‎۹۶۴−۷۳۸۷−۶۷-X
- ایدهٔ نمایش: مقالاتی دربارهٔ تئاتر. گزیده و ترجمهٔ مراد فرهادپور. تهران: هرمس‏‫، ‏‫‬۱۳۸۹. شابک ‎۹۷۸-۹۶۴-۳۶۳-۶۰۷-۴
- علیه ایده‌ئالیسم: دو مقاله فلسفی، تئودور آدورنو، ترجمهٔ مراد فرهادپور. تهران: گام نو‏‫، ۱۳۸۸. شابک ‎۹۶۴−۷۳۸۷−۹۲-X
- اخلاق و نامتناهی: گفتگوهای امانوئل لویناس با فیلیپ نمو، امانوئل لویناس. ترجمهٔ مراد فرهادپور و صالح نجفی. تهران: رخ‌دادنو‏‫‏، ۱۳۸۸. شابک ‎۹۷۸-۶۰۰-۵۶۲۵-۱۶-۵
- درخت و برگ (سه داستان تخیلی)، جی. آر. آر. تالکین. ترجمهٔ مراد فرهادپور. تهران: طرح نو‏‫، ‏‫۱۳۸۷. شابک ‎‭۹۷۸-۹۶۴-۴۸۹-۰۵۶-۷
- بنیاد کلی‌گرایی پل قدیس و منطق حقیقت، آلن بدیو. ترجمهٔ مراد فرهادپور، صالح نجفی. تهران: ماهی‏‫، ‏‫۱۳۸۷. شابک ‎۹۷۸-۹۶۴-۹۹۷۱-۶۰-۵
- ه‍م‍هٔ اف‍ت‍ادگ‍ان (نمایشنامۀ رادیویی)، ساموئل بکت. ت‍رج‍م‍هٔ م‍راد ف‍ره‍ادپ‍ور، م‍ه‍دی ن‍وی‍د. ت‍ه‍ران: ن‍ش‍ر نی، ۱۳۸۶. شابک ‎‎۹۶۴-۳۱۲-۷۷۳-۷
- ع‍روس‍ک و ک‍وت‍ول‍ه: گ‍ف‍ت‍اره‍ای‍ی در ب‍اب ف‍ل‍س‍ف‍ه زب‍ان و ف‍ل‍س‍ف‍ه ت‍اری‍خ‌، والتر بنیامین. گزینش و ت‍رج‍م‍ه م‍راد ف‍ره‍ادپ‍ور، ام‍ی‍د م‍ه‍رگ‍ان. ت‍ه‍ران: گ‍ام ن‍و، ۱۳۸۵. شابک ‎۹۶۴۷۳۸۷۷۰۹
- دی‍ال‍ک‍ت‍ی‍ک روش‍ن‍گ‍ری: ق‍طع‍ات ف‍ل‍س‍ف‍ی، ماکس هورکهایمر و ت‍ئ‍ودور آدورن‍و. ترجمهٔ م‍راد ف‍ره‍ادپ‍ور، ام‍ی‍د م‍ه‍رگ‍ان. ت‍ه‍ران: گ‍ام ن‍و‏‫‏، ۱۳۸۴. شابک ‎۹۶۴-۷۳۸۷-۴۳-۱
- ک‍ت‍اب ش‍اع‍ران: ریلکه، ت‍راک‍ل، س‍لان. گردآوری و ت‍رج‍م‍هٔ ی‍وس‍ف اب‍اذری، م‍راد ف‍ره‍ادپ‍ور، ض‍ی‍اء م‍وح‍د. ت‍ه‍ران: روش‍ن‍گ‍ران و م‍طال‍ع‍ات زن‍ان، ۱۳۸۰. شابک ‎‎۹۶۴-۶۷۵۱-۵۴-۷
- ف‍ل‍س‍ف‍ه، م‍ع‍رف‍ت و ح‍ق‍ی‍ق‍ت‌، فریدریش نیچه. ت‍رج‍م‍هٔ م‍راد ف‍ره‍ادپ‍ور. ت‍ه‍ران: ش‍ه‍ر ک‍ت‍اب، ه‍رم‍س‏‫، ۱۳۸۰. شابک ‎۹۶۴-۳۶۳-۰۱۱-۰
- تجربهٔ مدرنیته (هر آنچه سخت و استوار است دود می‌شود و به هوا می‌رود)، مارشال برمن. ترجمهٔ مراد فرهادپور. تهران: طرح نو، ۱۳۷۹. شابک ‎۹۶۴-۵۶۲۵-۸۹-۰
- ح‍ل‍ق‍هٔ ان‍ت‍ق‍ادی: ادب‍ی‍ات، ت‍اری‍خ و ه‍رم‍ن‍وت‍ی‍ک ف‍ل‍س‍ف‍ی‌، دی‍وی‍دک‍ازن‍ز هوی. ت‍رج‍م‍ه م‍راد ف‍ره‍ادپ‍ور. ت‍ه‍ران: روش‍ن‍گ‍ران و م‍طال‍ع‍ات زن‍ان‏‫‏، ۱۳۷۸. شابک ‎۹۶۴-۶۷۵-۱۰۶۷‬
- ال‍ه‍ی‍ات ف‍ره‍ن‍گ، پل تیلیش. ترجمهٔ م‍راد ف‍ره‍ادپ‍ور، ف‍ض‍ل‌ال‍ل‍ه پ‍اک‍زاد. ت‍ه‍ران: طرح ن‍و، ۱۳۷۶.
- ب‍ک‍ت، آلفرد آلوارز. ترج‍م‍هٔ م‍راد ف‍ره‍ادپ‍ور. ت‍ه‍ران: طرح ن‍و، ۱۳۷۴.
- س‍وم‍ی‍ن ک‍ران‍ه رود: م‍ج‍م‍وع‍ه دوازده داس‍ت‍ان از ن‍وی‍س‍ن‍دگ‍ان ام‍ری‍ک‍ای لات‍ی‍ن، خ‍وآ و گ‍ودئ‍ی م‍ارئ‍س روس‍ا… و دی‍گ‍ران. ترجمهٔ م‍راد ف‍ره‍ادپ‍ور. ت‍ه‍ران: روش‍ن‍گ‍ران‏‫، ۱۳۷۱.
- ش‍ج‍اع‍تِ ب‍ودن، پل تیلیش. ت‍رج‍م‍هٔ م‍راد ف‍ره‍ادپ‍ور. ت‍ه‍ران: ان‍ت‍ش‍ارات ع‍ل‍م‍ی و ف‍ره‍ن‍گ‍ی‏‫، ۱۳۶۶.

#### مقالات
الهیات در عصر فرهنگ تکنولوژیک

### تألیف

#### کتاب‌ها
- شعر مدرن از بودلر تا استوینس، مراد فرهادپور. تهران: بیدگل‏‫، ‏‫۱۳۹۵. شابک ‎‭۹۷۸-۶۰۰-۷۸۰۶-۰۲-۹‬‬
- پاریس - تهران: سینمای عباس کیارستمی، مراد فرهادپور و مازیار اسلامی. تهران: رخ‌دادنو، ‏‫‏۱۳۸۸. شابک ‎‏‫‬‭۹۷۸-۶۰۰-۵۶۲۵-۱۰-۳
- پاره‌های فکر (فلسفه و سیاست)، مراد فرهادپور. تهران: طرح نو، ۱۳۸۸.شابک ‎‭۹۷۸-۹۶۴-۴۸۹-۰۸۶-۴
- پاره‌های فکر (هنر و ادبیات)، مراد فرهادپور. تهران: طرح نو، ۱۳۸۷.شابک ‎۹۷۸-۹۶۴-۴۸۹-۰۵۸-۱
- ای‍ده‌ه‍ای‍ی ب‍رای ش‍ع‍ر (م‍ج‍م‍وع‍ه‌ای از ۳۸ ش‍ع‍ر)، مراد فرهادپور. ت‍ه‍ران: آم‍ی‍ت‍ی‍س، ۱۳۸۵. شابک ‎۹۶۴-۸۷۸۷-۲۳-۹
- ب‍اده‍ای غ‍رب‍ی گ‍زی‍ده‌ای از گ‍ف‍ت‍گ‍وه‍ا و س‍خ‍ن‍ران‍ی‍ه‍ا، مراد فرهادپور. ت‍ه‍ران: ش‍ه‍ر ک‍ت‍اب، ه‍رم‍س‏‫، ۱۳۸۲. شابک ‎‭‎۹۶۴-۳۶۳-۰۶۸-۴‬
- ع‍ق‍ل اف‍س‍رده: ت‍ام‍لات‍ی در ب‍اب ت‍ف‍ک‍ر م‍درن‌، مراد فرهادپور. ت‍ه‍ران: طرح ن‍و‏‫، ۱۳۷۸.[۳] شابک ‎‭‎۹۶۴-۵۶۲۵-۸۰-۷‬
- ادی‍ان ج‍ه‍ان ب‍اس‍ت‍ان‌. ت‍أل‍ی‍ف و اق‍ت‍ب‍اس ی‍وس‍ف اب‍اذری، م‍راد ف‍ره‍ادپ‍ور، وه‍اب ول‍ی. ت‍ه‍ران: م‍وس‍س‍ه م‍طال‍ع‍ات و ت‍ح‍ق‍ی‍ق‍ات ف‍ره‍ن‍گ‍ی (پ‍ژوه‍ش‍گ‍اه)‏‫‬‏، ۱۳۷۲.

#### مقالات
تأملاتی در باب شعر (ارغنون، بهار ۱۳۷۳، شمارهٔ ۱)

### شعر
ایده‌هایی برای شعر شامل سی قطعه شعر بود که مجوز انتشار آن صادر نشد. این مجموعه نهایتاً با عنوان ایده‌های شعری به صورت کتاب الکترونیک در وبگاه تز یازدهم منتشر شد.

## نمونه ای از ترجمه اشعار
- ترانه بلندترین برج

جوانی بی‌حاصل،
اسیرِ همه چیز،
من زندگی‌ام را
با حساسیتی فزون از حد
بر باد داده‌ام
آه بگذار زمان عاشق شدن دل‌ها فرا رسد.
(ترجمه شعر «ترانه بلندترین برج» اثر آرتور رمبو)